# John Aristotle Phillips
John Aristotle Phillips (Estados Unidos, 23 de agosto de 1955) es un ingeniero aeroespacial y empresario político estadounidense que alcanzó una sorpresiva notoriedad entre 1976 y 1977 al realizar como tesis, un prototipo teórico casero de arma nuclear a sus 20 años. Se le apodó el "The A-Bomb Kid ".

## Reseña biográfica
John Aristotle Phillips es hijo de inmigrantes griegos, su niñez y juventud transcurrió North Haven, Connecticut.

Fue admitido en la Universidad de Princeton donde optó por la Física como malla curricular. Asimismo, se embebió en políticas de izquierda llegando a ser promotor de campañas de esa corriente política.  Phillips era considerado como un muchacho de rendimiento promedio símil a cualquiera de su generación que no descollaba académicamente salvo su participación política notoriamente antibelicista.
Mientras estudiaba física en la Universidad de Princeton, asistió a un seminario sobre control de armas en el que se interiorizó en la teoría que contenía el escrito llamado The Curve of Binding Energy (1974) de John McPhee, que se basaba en la vida del diseñador de armas nucleares Ted Taylor. El libro alertaba a las autoridades sobre la facilidad relativa de producir armas nucleares a bajo costo y accesible al ciudadano promedio y trata en absoluto todos los aspectos técnico del proyecto de un bomba atómica.
Cursando ya el tercer año de la carrera de licenciado, quiso validar la teoría de Taylor, proyectando un arma nuclear solo basándose en literatura pública accequible.  Con este desafío Phillips deseaba demostrar a su país que la amenaza era muy real:

-"Supongamos que un estudiante de física promedio —o por debajo del promedio en mi caso— en una universidad pudiera diseñar una bomba atómica viable en papel. Eso demostraría el punto de manera dramática y mostraría al gobierno federal que se deben establecer salvaguardas más fuertes sobre la fabricación y el uso de plutonio. En resumen, si yo pudiera diseñar una bomba, casi cualquier persona inteligente podría hacerlo."-

Phillips fue apadrinado por el físico teórico Freeman Dyson quien como condición indicó que no facilitaría al estudiante ninguna información clasificada.
Para el desarrollo de su proyecto Phillips accedió a documentos desclasificados incluidos algunos provenientes de Los Álamos, específicamente del Manual Los Álamos Primer basado en las conferencias del físico nuclear Robert Serber, en dicho manual aparecía una intervención de J. Robert Oppenheimer en 1942 sobre una "conferencia" en su oficina en Berkeley. El Manual sugería todos los aspectos del diseño de bombas discutidos allí, asimismo obtuvo información en bibliotecas, periódicos y consultas a varias empresas químicas relacionadas con el plutonio. Phillips llegó a dominar los principios que rigen los aspectos de una detonación atómica.
Phillips no creó materialmente una bomba rudimentaria de tipo implosivo de plutonio, pero por tan solo 25 dólares desarrolló un boceto de 34 páginas esbozando la construcción de un artefacto del tamaño de una pelota de beisbol con una carga equivalente de 9.5  kilotones que era parcialmente viable, demostrando que su tesis era verdadera y que no existían barreras de seguridad para que una persona con inteligencia común y con intenciones de terrorismo que no pudiera hacer una bomba atómica casera.  Su tesis fue evaluada con la máxima nota al realizar cálculos correctos de la elaboración de un artefacto nuclear conocido como bomba A.
En 1977 el trabajo de este estudiante se hizo público en los principales periódicos estadounidenses y pasó a ser conocido como el niño de la Bomba A. Las alarmas que se suscitaron fueron de tal magnitud que los Servicios de seguridad americanos incautaron la tesis de Phillips y reclasificaron las fuentes de información que utilizó.  Phillips incluso fue contactado por potencias nucleares emergentes para adquirir su trabajo a lo que Phillips alertó al FBI sobre estas tratativas. En 1979, Phillips publicó su historia junto con un coautor, David Michaelis: The True Story of the A-Bomb Kid (ISBN 0-671-82731-6 / ISBN 0-688-03351-2).

### Post fama
Se postuló sin éxito para el Congreso dos veces, una en 1980 y otra en 1982. Hoy en día, desde 1983 utiliza su experiencia política para ayudar a otras campañas políticas a través de cosas como el aprendizaje automático y las soluciones tecnológicas, y se ha convertido en un empresario CEO  conocido en el campo de la política estadounidense. 